# Неманья Чович
Неманья Чович (нар. 18 червня 1991, Новий Сад, Сербія) — сербський футболіст, нападник футбольної команди «Шахтар» з міста Солігорськ.

## Життєпис
Кар'єру починав граючи в нижчих лігах Сербії. У 2010 році опинився у складі італійської «Парми», але так і не досяг основи клубу. Влітку 2011 року став гравцем команди з сербської Суперліги «Воєводини», але вже через місяць перебрався до розташування «Спартака-Златибор Вода», де грав протягом двох років.
У другій половині 2013 року виступав за «Доньї Срем». Першу половину 2014 провів у Казахстані, граючи за «Спартак» з міста Семей. Після повернувся в «Пролетер», що виступав у Першій лізі Сербії.
У лютому 2015 після перегляду уклав угоду з солігорським «Шахтарем».

## Титули і досягнення
- Володар Кубок Сербії (1):

«Воєводина»: 2019-20